# Forum mondial sur les océans, les côtes et les îles
Le Forum mondial des océans ou plus précisément Forum mondial sur les océans, les côtes et les îles est un organisme international créé à l'initiative d'un groupe de coordination informel lors du sommet mondial sur le développement durable de Johannesburg (2002), sous l'égide de l'ONU et avec la COI comme point focal à l’UNESCO, pour subsidiairement contribuer à fédérer l'action des États et des parties prenantes en faveur d'une meilleure connaissance des océans, côtes et îles, et pour la protection, gestion et le cas échéant la restauration des ressources marines.
Ce Forum veut dans un objectif de développement soutenable contribuer à résoudre de nombreux défis dont la pollution marine et la surexploitation des ressources.

## Fonctionnement
Ce forum rassemble des représentants :
- d'organisations gouvernementales et intergouvernementales (IGO) ;
- d'organisations non gouvernementales (ONG) ;
- des représentants du secteur privé.

Il se veut une plateforme multisectorielle pour le partage d'informations et le dialogue sur les questions relatives aux océans, aux côtes et aux îles, avec l'objectif de parvenir à un développement durable de ces zones.
Des groupes de travail thématiques se réunissent périodiquement sur des sujets tels que
- Climat, océans et sécurité (dont sécurité maritime)
- gestion intégrée des zones côtières (GIZC)
- Biodiversité marine, et réseaux d'aires marines protégées (MPA)
- Développement des petits États insulaires
- Gouvernance des mers, sous l'égide d'une juridiction internationale
- Développement
- Grands écosystèmes marins (Large Marine Ecosystems)
- Liens entre Eaux douces, littoraux et océans
- Pédagogie à l'environnement marin, rôle des médias
- Conformité et contrôles (Compliance and Enforcement)
- Soutenabilité et gouvernance de la pêche et de l'aquaculture,
- Transport maritime...

Des tables rondes et dialogues avec les parties prenantes sont périodiquement organisés.

## Évaluation
L'ONU avec un panel d'experts  a lancé un processus d'évaluation mondiale de l'état des océans (Global Assessment of the Marine Environment) ainsi qu'un programme mondial d'évaluation des eaux (Global International Waters Assessment), avec des sous-programmes régionaux tels que 
- l'AMAP (Arctic Monitoring and Assessment Programme),
- Environmental Monitoring and Assessment Programme of the us
- Caspian Environment Programme
- Mediterranean Action Plan
- ROPME Sea Area (Regional Organization for the Protection of the Marine Environment of the sea area surrounded by Bahreïn, I.R. Iran, Irak, Koweït, Oman, Qatar, Arabie saoudite et Émirats arabes unis)

Ces programmes sont soutenus par le Global Environment Monitoring System (GEMS) et le Conseil international pour l'exploration des mers (International Council for Exploration of the Seas), et alimentent en données un Programme mondial d'action pour la protection de l'environnement marin (Global Programme of Action for the Protection of the Marine Environment).

En Europe, les commissions HELCOM et OSPAR sont associés à ces actions, et l'UE s'est dotée d'une stratégie.

## Actions
- En 2010, le Forum organise à Paris une conférence internationale intitulée Ensuring Survival, Preserving Life, and Improving Governance (Assurer la survie, préserver la vie et améliorer la gouvernance), du 3 ou 7 mai 2010, dans les locaux de l'UNESCO à Paris. Cette conférence est aussi l'occasion de célébrer le 50e anniversaire de la "Intergovernmental Oceanographic Commission" de l'UNESCO, et de faire un point sur l'année internationale de la biodiversité